# Lista ptaków Nowej Zelandii
Lista ptaków Nowej Zelandii – lista ptaków, które spotykane są na Nowej Zelandii. Łącznie są to 342 gatunki, w tym 70 endemicznych, 10 wymarłych i 40 introdukowanych. Na liście zastosowano następujące oznaczenia:
- (I) – introdukowany
- (E) – endemiczny
- (W) – wymarły
- (S) – pojawia się sporadycznie albo rzadko

## Kiwi(Apterygiformes) – 5 gatunków

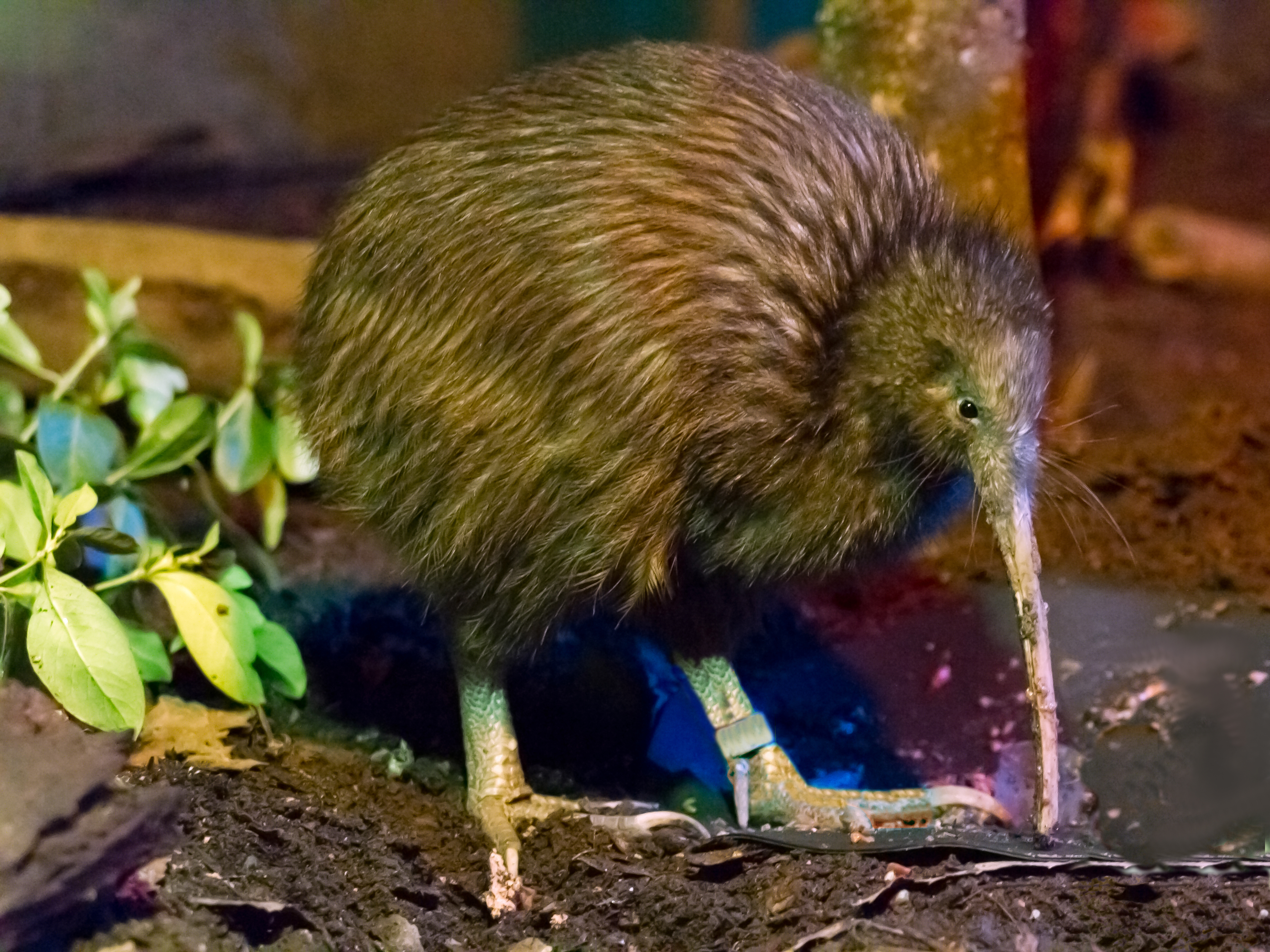
Kiwi Mantella

- kiwi brunatny, Apteryx australis (E)
- kiwi Mantella, Apteryx mantelli (E)
- kiwi szary, Apteryx rowi (E)
- kiwi mały, Apteryx owenii (E)
- kiwi plamisty, Apteryx haastii (E)

## Grzebiące(Galliformes) – 11 gatunków
Perlice (Numididae)
- perlica, Numida meleagris (I)

Przepióry (Odontophoridae)

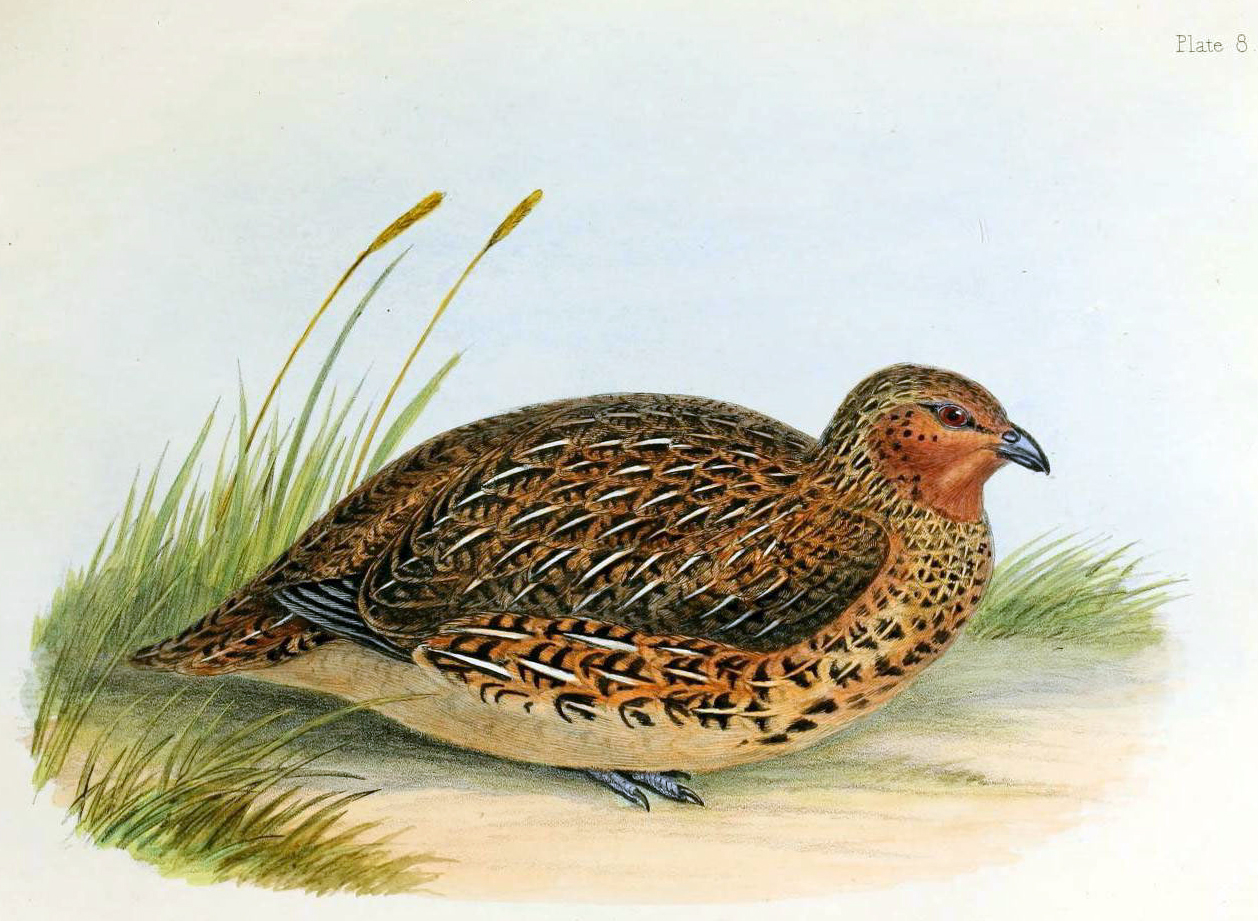
Przepiórka nowozelandzka

- przepiór kalifornijski, Callipepla californica (I)
- przepiór wirginijski, Colinus virginianus (I)

Kurowate (Phasianidae)
- indyk zwyczajny, Meleagris gallopavo (I)
- góropatwa azjatycka, Alectoris chukar (I)
- góropatwa czerwona, Alectoris rufa (I)
- kuropatwa, Perdix perdix (I)
- przepiórka nowozelandzka, Coturnix novaezelandiae (E, W)
- przepiórka błotna, Coturnix ypsilophora (I)
- bażant, Phasianus colchicus (I)
- paw indyjski, Pavo cristatus (I)

## Blaszkodziobe(Anseriformes) – 23 gatunki
Kaczkowate (Anatidae)

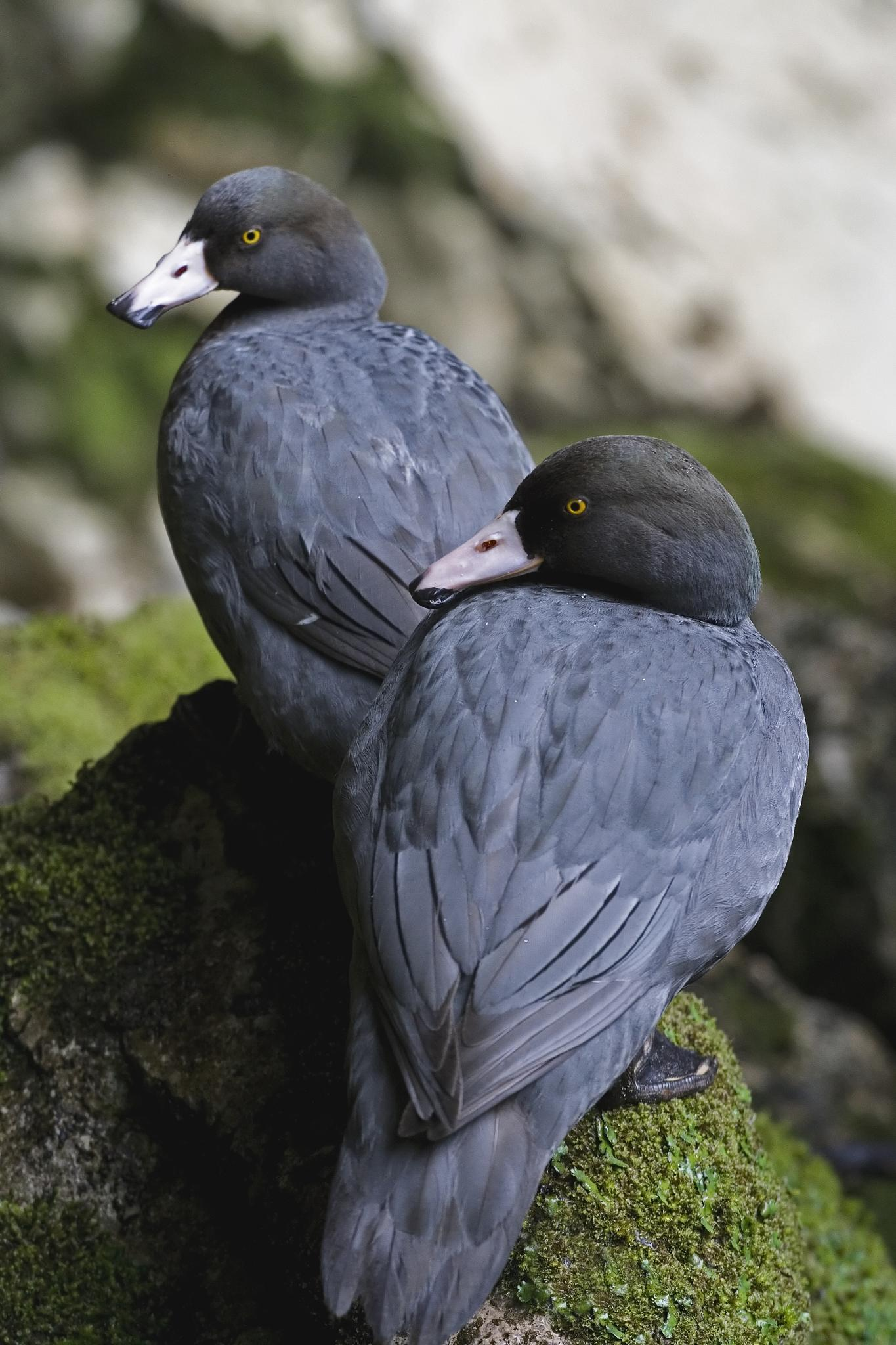
Krzywonosy

- drzewica australijska, Dendrocygna eytoni (S)
- kapodziób, Cereopsis novaehollandiae (S)
- gęś gęgawa, Anser anser (I)
- bernikla kanadyjska, Branta canadensis (I)
- łabędź czarny, Cygnus atratus (I)
- łabędź niemy, Cygnus olor (I)
- krzywonos, Hymenolaimus malacorhynchos (E)
- kazarka obrożna, Tadorna tadornoides (S)
- kazarka rajska, Tadorna variegata (E)
- grzywienka zwyczajna, Chenonetta jubata (S)
- krzyżówka, Anas platyrhynchos (I)
- kaczka pacyficzna, Anas superciliosa
- płaskonos czarnolicy, Anas rhynchotis (S)
- płaskonos, Anas clypeata (S)
- cyraneczka australijska, Anas gracilis
- cyraneczka kasztanowata, Anas castanea (S)
- cyraneczka rdzawa, Anas chlorotis (E)
- cyraneczka auklandzka, 	Anas aucklandica (E)
- cyraneczka południowa, Anas nesiotis (E)
- podgorzałka australijska, Aythya australis (S)
- ogorzałka nowozelandzka, Aythya novaeseelandiae (E)
- tracz auklandzki, Mergus australis (W, E)

## Pingwiny(Sphenisciformes) – 14 gatunków

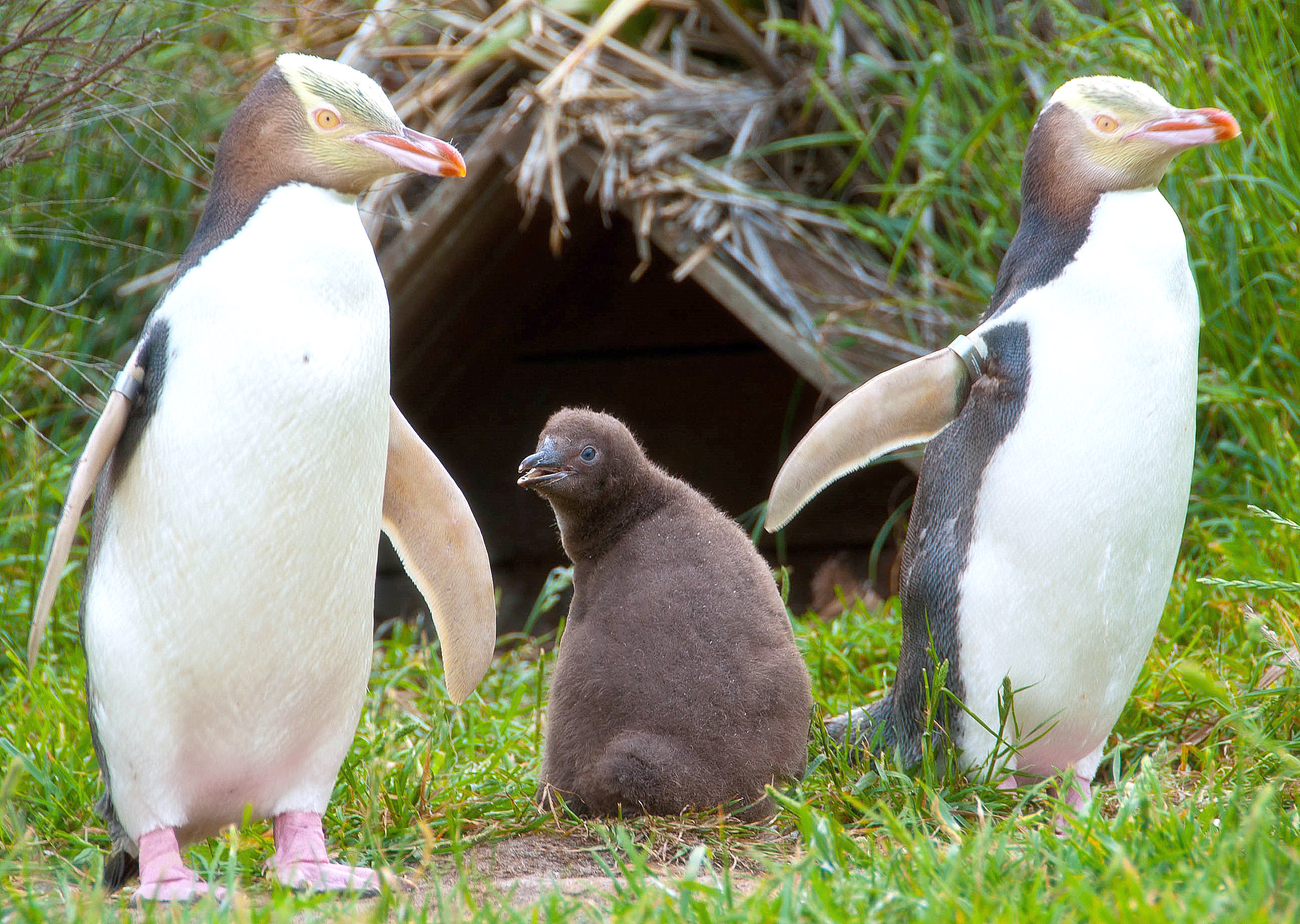
Pingwiny żółtookie

- pingwin królewski, Aptenodytes patagonicus (S)
- pingwin cesarski, Aptenodytes forsteri (S)
- pingwin białobrewy, Pygoscelis papua (S)
- pingwin białooki, Pygoscelis adeliae (S)
- pingwin maskowy, Pygoscelis antarcticus (S)
- pingwin grubodzioby, Eudyptes pachyrhynchus (E)
- pingwin grzebieniasty, Eudyptes robustus (S)
- pingwin szczotkoczuby, Eudyptes sclateri
- pingwin skalny, Eudyptes chrysocome (S)
- pingwin krótkoczuby, Eudyptes schlegeli (S)
- pingwin złotoczuby, Eudyptes chrysolophus (S)
- pingwin żółtooki, Megadyptes antipodes (E)
- pingwin mały, Eudyptula minor
- pingwin magellański, Spheniscus magellanicus (S)

## Rurkonose(Procellariiformes) – 65 gatunków
Albatrosy (Diomedeidae)

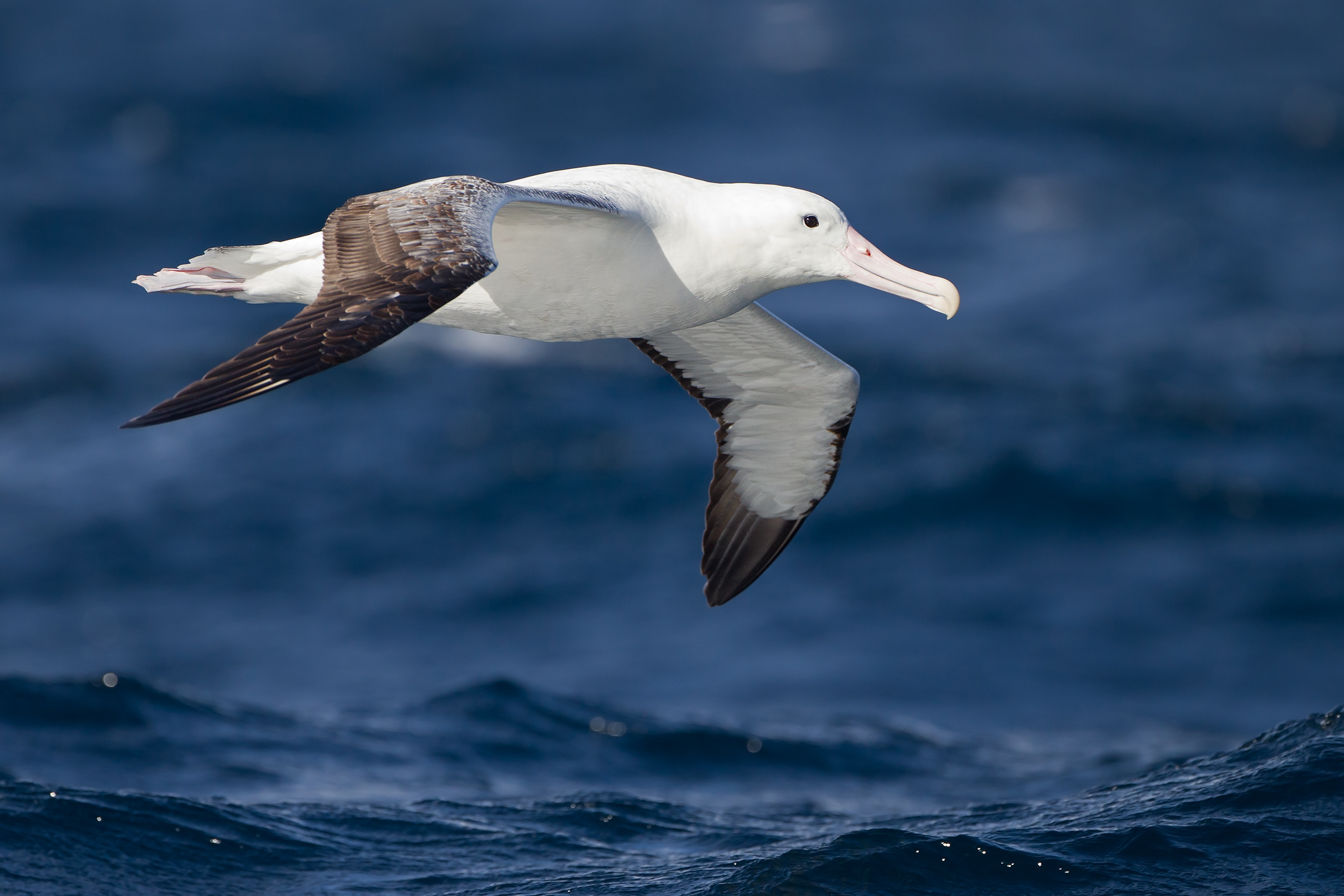
Albatros królewski

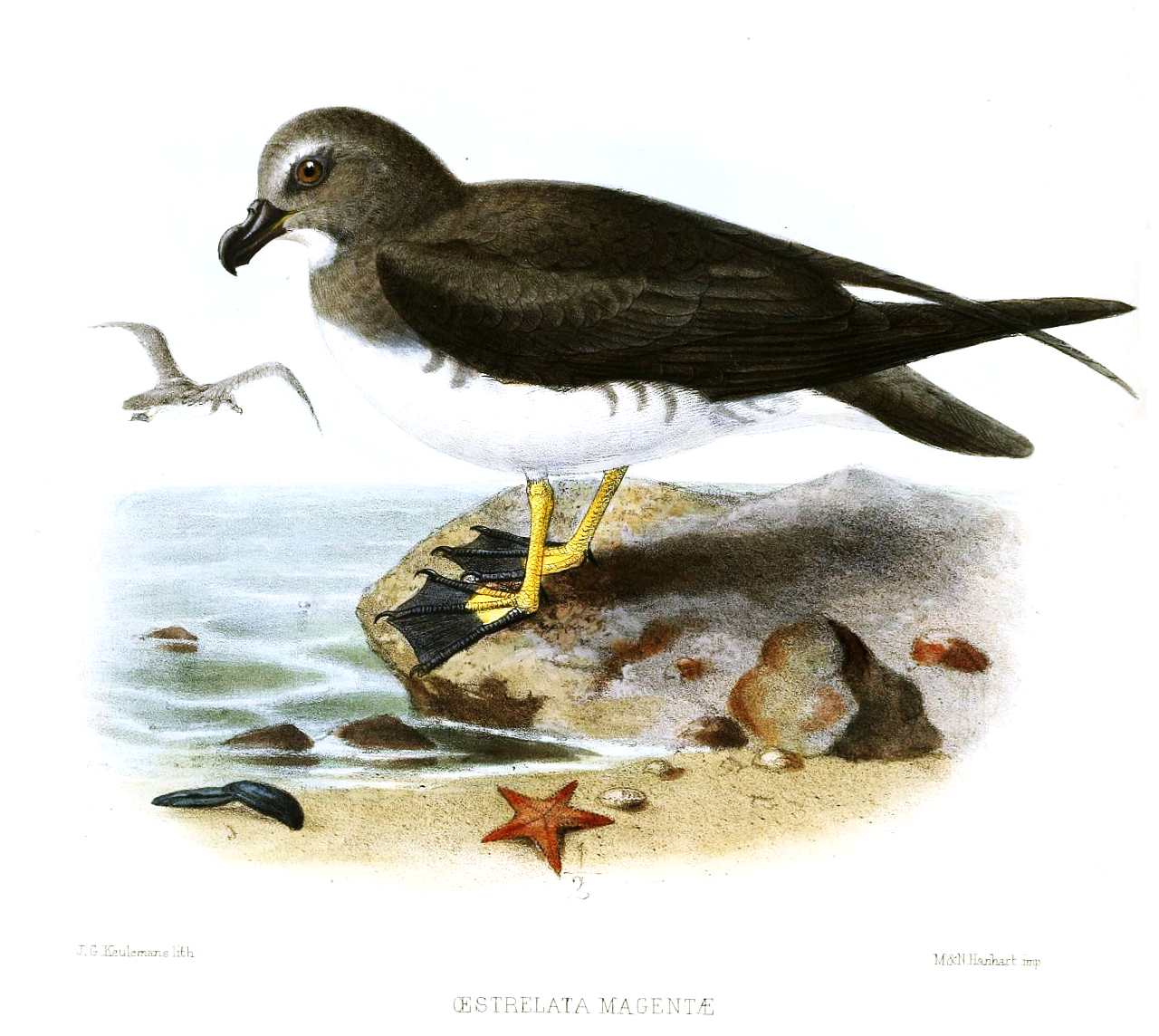
Petrel reliktowy

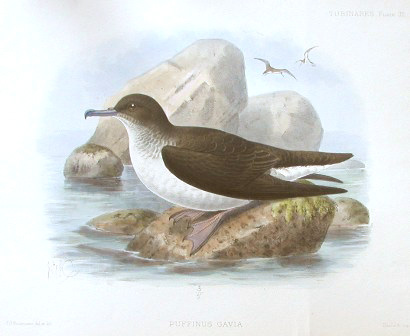
Burzyk nowozelandzki

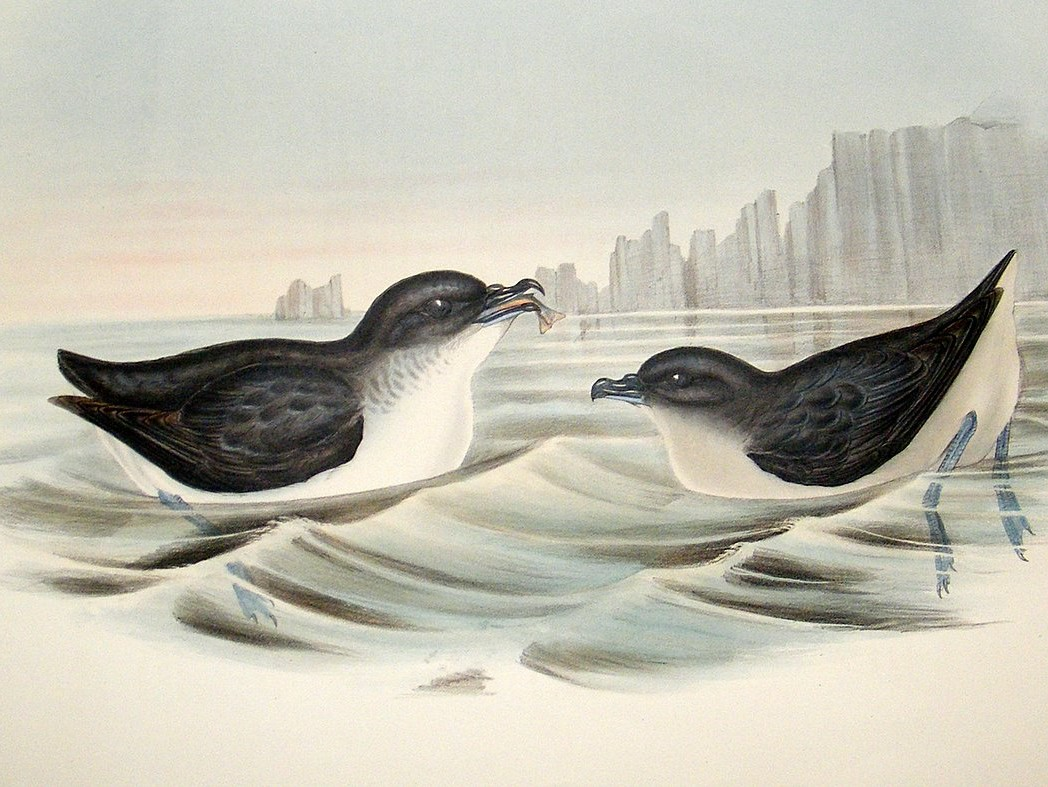
Nurce czarnoskrzydłe

- albatros królewski, Diomedea epomophora
- albatros wędrowny, Diomedea exulans
- albatros brunatny, Phoebetria fusca (S)
- albatros ciemnogłowy, Phoebetria palpebrata
- albatros żółtodzioby, Phalassarche chlororhynchos
- albatros szarogłowy, Thalassarche chrysostoma
- albatros czarnobrewy, Thalassarche melanophrys
- albatros białoczelny, Thalassarche bulleri
- albatros szarodzioby, Thalassarche cauta

Burzykowate (Procellariidae)
- petrelec olbrzymi, Macronectes giganteus
- petrelec wielki, Macronectes halli
- fulmar południowy, Fulmarus glacialoides
- petrel antarktyczny, Thalassoica antarctica (S)
- warcabnik, Daption capense
- petrel śneżny, Pagodroma nivea
- petrel niebieski, Halobaena caerulea
- petrel szerokodzioby, Pachyptila vittata
- petrelek subantarktyczny, Pachyptila salvini
- petrelek antarktyczny, Pachyptila desolata
- petrelek cienkodzioby, Pachyptila belcheri
- petrelek krótkodzioby, Pachyptila turtur
- petrelek grubodzioby, Pachyptila crassirostris
- petrel krótkodzioby, Aphrodroma brevirostris
- petrel długoskrzydły, Pterodroma macroptera
- petrel białogłowy, Pterodroma lessonii
- petrel brunatny, Pterodroma solandri (S)
- petrel reliktowy, Pterodroma magentae (E)
- petrel miękkopióry, Pterodroma mollis
- petrel wędrowny, Pterodroma externa (S)
- petrel południowy, Pterodroma neglecta
- petrel polinezyjski, Pterodroma alba (S)
- petrel szarobrzuchy, Pterodroma inexpectata
- petrel białoszyi, Pterodroma cervicalis (S)
- petrel czarnoskrzydły, Pterodroma nigripennis
- petrel czarnopręgi, Pterodroma axillaris (E)
- petrel białolicy, Pterodroma leucoptera (S)
- petrel nowozelandzki, Pterodroma cookii (E)
- petrel długodzioby, Pterodroma longirostris (S)
- petrel klifowy, Pterodroma pycrofti (E)
- petrel tahitański, Pseudobulweria rostrata (S)
- petrel bury, Procellaria cinerea
- burzyk białobrody, Procellaria aequinoctialis
- burzyk czarny, Procellaria parkinsoni
- burzyk ciemny, Procellaria westlandica (E)
- burzyk żółtodzioby, Calonectris diomedea (E)
- burzyk brunatny, Puffinus nativitatis (S)
- burzyk klinosterny, Puffinus pacificus (S)
- burzyk szarogrzbiety, Puffinus bulleri (E)
- burzyk północny, Puffinus puffinus (S)
- burzyk białorzytny, Puffinus auricularis (S)
- burzyk nowozelandzki, Puffinus gavia
- burzyk wędrowny, Puffinus huttoni (E)
- burzyk mały, Puffinus assimilis
- burzyk szary, Puffinus griseus
- burzyk cienkodzioby, Puffinus tenuirostris
- burzyk różowonogi, Puffinus creatopus (S)
- burzyk bladodzioby, Puffinus carneipes

Nawałniki (Hydrobatidae)
- oceannik żółtopłetwy, Oceanites oceanicus
- oceannik szarogbiety, Garrodia nereis
- oceannik białobrewy, Pelagodroma marina
- oceannik białobrzuchy, Fregetta grallaria
- oceannik czarnobrzuchy, Fregetta tropica (S)
- nawałnik duży, Oceanodroma leucorhoa (S)

Nurce (Pelecanoididae)
- nurzec mały, Pelecanoides georgicus
- nurzec czarnoskrzydły, Pelecanoides urinatrix

## Perkozy(Podicipedidae) – 4 gatunki

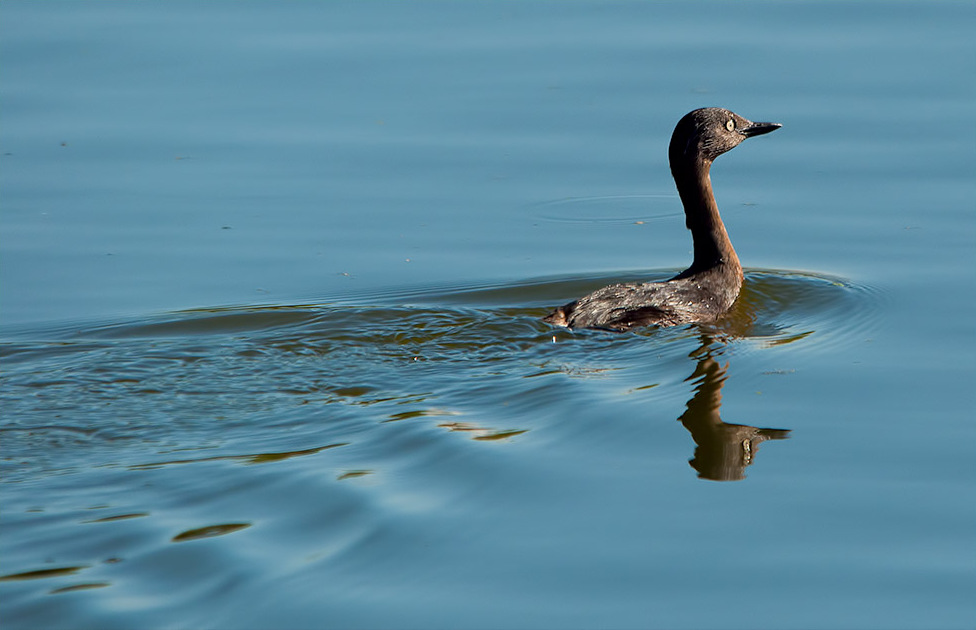
Perkoz maoryski

- perkozek australijski, Tachybaptus novaehollandiae
- perkoz sędziwy, Poliocephalus poliocephalus (S)
- perkoz maoryski, Poliocephalus rufopectus (E)
- perkoz dwuczuby, Podiceps cristatus

## Pełnopłetwe, pelikanowe (Pelecaniformes) – 17 gatunków
Ibisowate (Threskiornithidae)

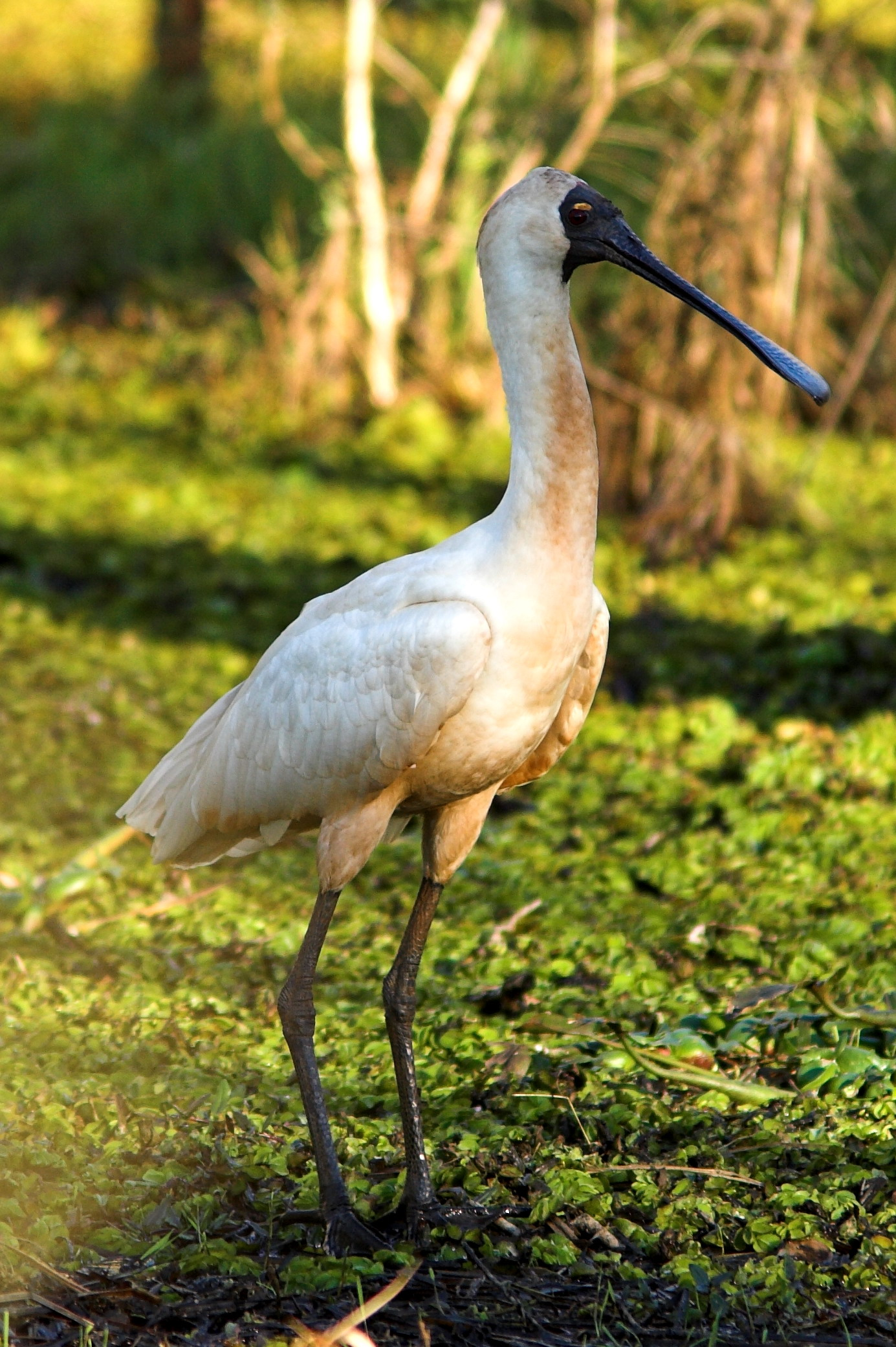
Warzęcha królewska

- ibis czarnopióry, Threskiornis molucca (S)
- ibis żółtoszyi, Threskiornis spinicollis (S)
- ibis kasztanowaty, Plegadis falcinellus (S)
- warzęcha królewska, Platalea regia
- warzęcha żółtodzioba, Platalea flavipes (S)

Czaplowate (Ardeidae)
- bąk australijski, Botaurus poiciloptilus
- bączek, Ixobrychus minutus (S)
- bączek czarnogrzbiety, Ixobrychus novaezelandiae (E, W)
- ślepowron rdzawy, Nycticorax caledonicus
- czapla złotoszyja, Bubulcus ibis
- czapla białoszyja, Ardea pacifica (S)
- czapla biała, Ardea alba
- czapla czarnonoga, Egretta intermedia (S)
- czapla białolica, Egretta novaehollandiae
- czapla nadobna, Egretta garzetta
- czapla czczona, Egretta sacra

Pelikany (Pelecanidae)
- pelikan australijski, Pelecanus conspicillatus

## Faetony(Phaethontiformes) – 2 gatunki
- faeton czerwonosterny, Phaethon rubricauda (S)
- faeton żółtodzioby, Phaethon lepturus (S)

## Głuptakowe(Suliformes) – 18 gatunków
Fregaty (Fregatidae)
- fregata mała, Fregata minor (S)

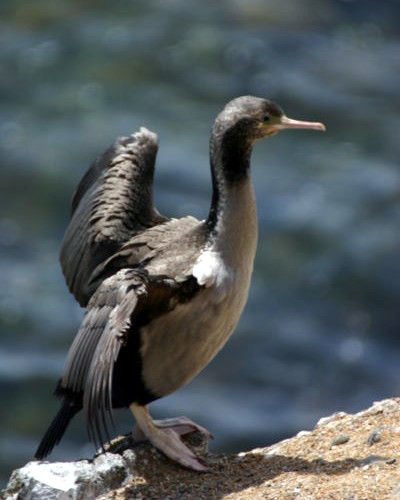
Kormoran nakrapiany

- fregata średnia, Fregata ariel (S)

Głuptaki (Sulidae)
- głuptak australijski, Morus serrator
- głuptak maskowy, Sula dactylatra (S)
- głuptak białobrzuchy, Sula leucogaster

Kormorany (Phalacrocoracidae)
- kormoran białolicy, Phalacrocorax melanoleucos
- kormoran bruzdodzioby, Phalacrocorax sulcirostris
- kormoran srokaty, Phalacrocorax varius
- kormoran czarny, Phalacrocorax carbo
- kormoran szorstkodzioby, Phalacrocorax carunculatus (E)
- kormoran nowozelandzki, Phalacrocorax chalconotus (E)
- kormoran plamisty, Phalacrocorax onslowi (E)
- kormoran czarnoszyi, Phalacrocorax campbelli (E)
- kormoran łuskowany, Phalacrocorax colensoi (E)
- kormoran wyspowy, Phalacrocorax ranfurlyi (E)
- kormoran nakrapiany, Phalacrocorax punctatus (E)
- kormoran zielonolicy, Phalacrocorax featherstoni (E)

Wężówki (Anhingidae)
- wężówka indyjska, Anhinga melanogaster (S)

## Szponiaste(Falconiformes) – 2 gatunki
Jastrzębiowate (Accipitridae)
- kania czarna, Milvus migrans (S)

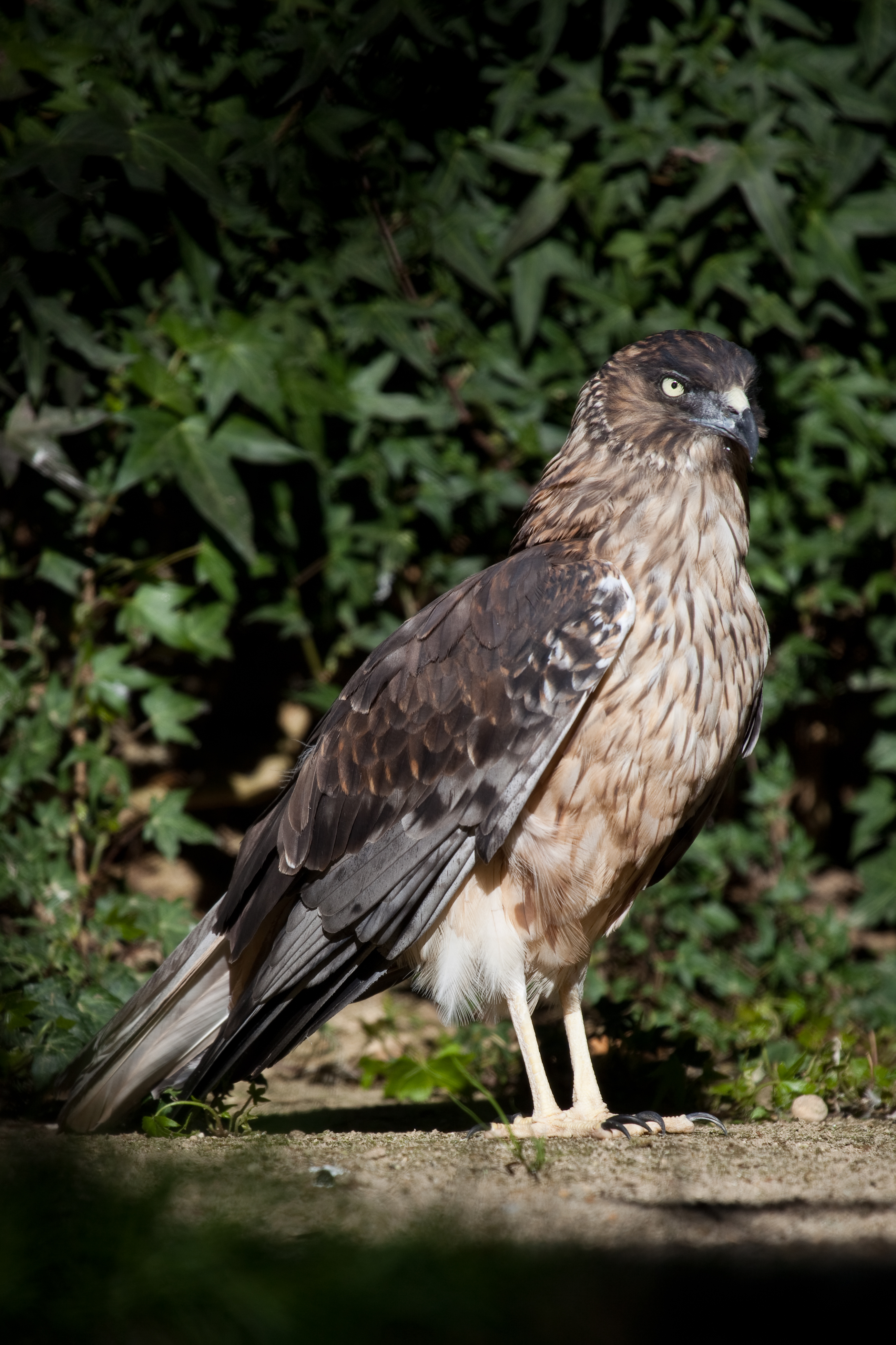
Błotniak moczarowy

- błotniak moczarowy, Circus approximans

## Sokołowe(Falconiformes) – 3 gatunki
- pustułka australijska Falco cenchroides (S)

- sokół nowozelandzki, Falco novaeseelandiae (E)
- sokół czarny, Falco subniger

## Żurawiowe(Gruiformes) – 15 gatunków
Chruściele (Rallidae)
- weka, Gallirallus australis (E)

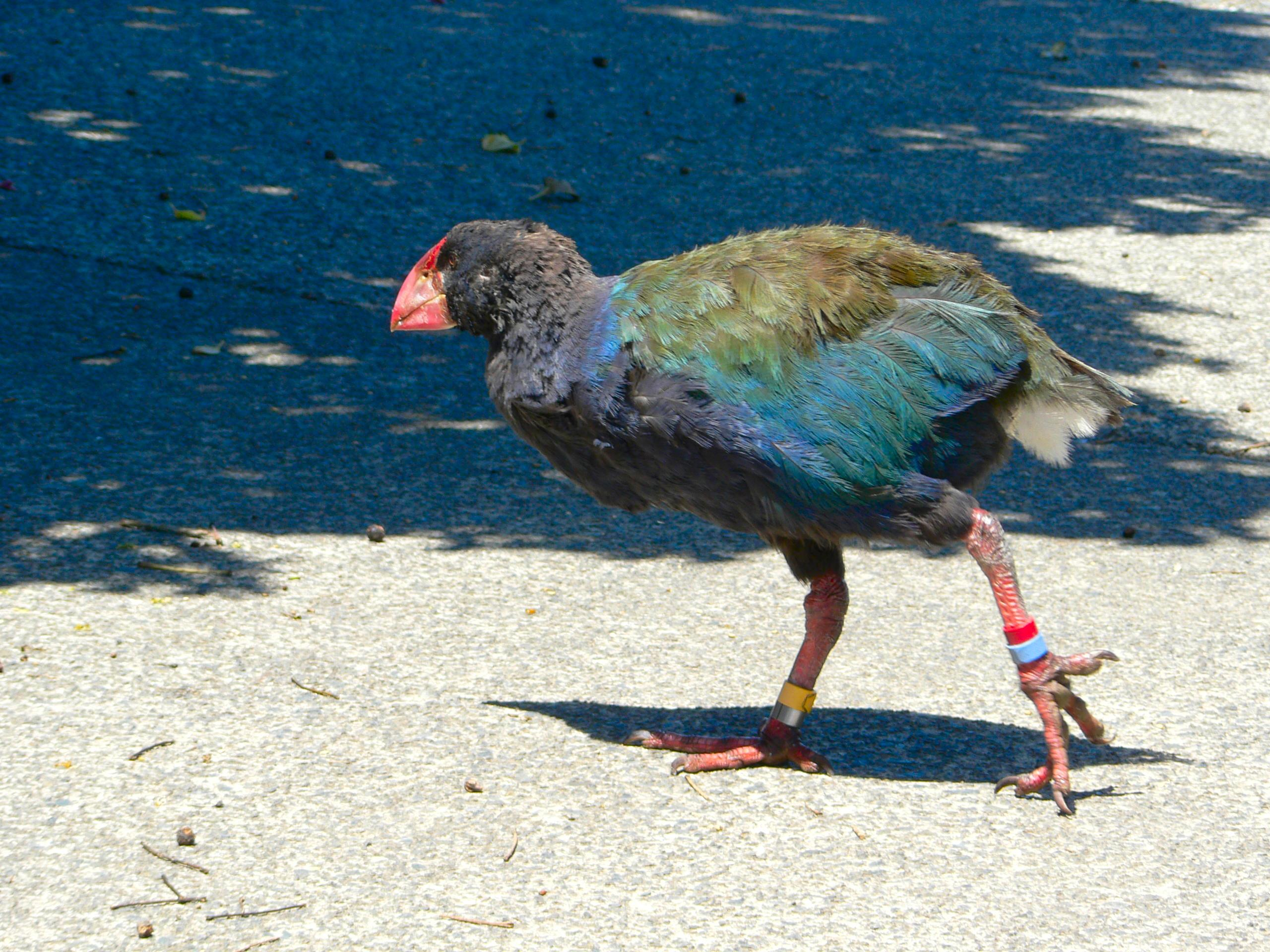
Takahe

- wodnik białobrewy, Gallirallus philippensis
- wodnik chathamski, Gallirallus dieffenbachii (E)(W)
- wodnik południowy, Gallirallus modestus (E)(W)
- wodnik kusy, Lewinia pectoralis
- wodnik maoryski, Lewinia muelleri (E)
- derkacz, Crex crex
- karliczka, Porzana pusilla
- kureczka posępna, Porzana tabuensis
- modrzyk, Porphyrio porphyrio
- takahe, Porphyrio hochstetteri (E)
- kokoszka ciemna, Gallinula tenebrosa (S)
- kokoszka czarnosterna, Gallinula ventralis (S)
- łyska, Fulica atra

Żurawie (Gruidae)
- żuraw australijski, Grus rubicunda (S)

## Siewkowe(Charadriiformes) – 88 gatunków
Szczudłonogi, (Recurvirostridae)
- szczudłak, Himantopus himantopus

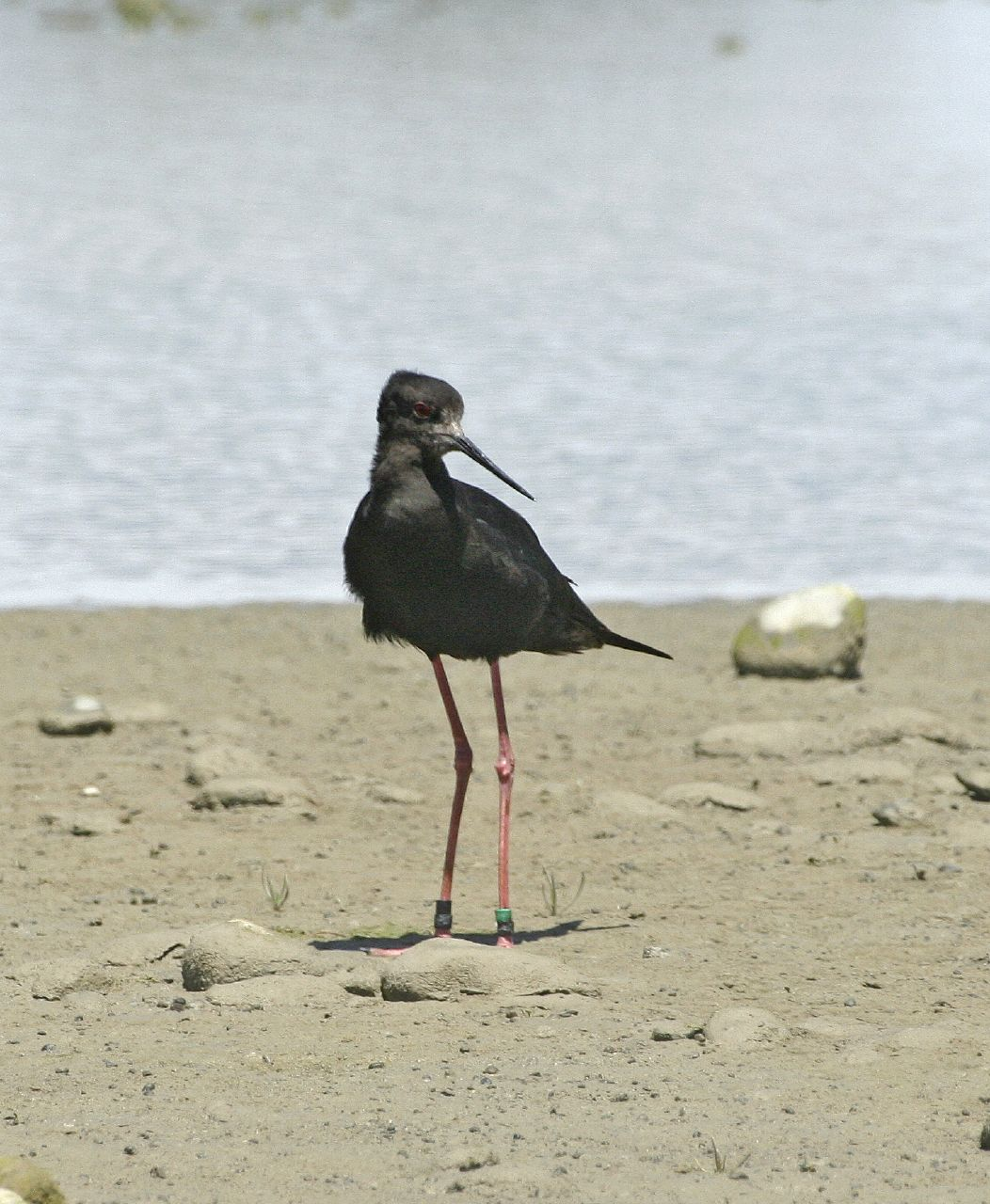
Szczudłak czarny

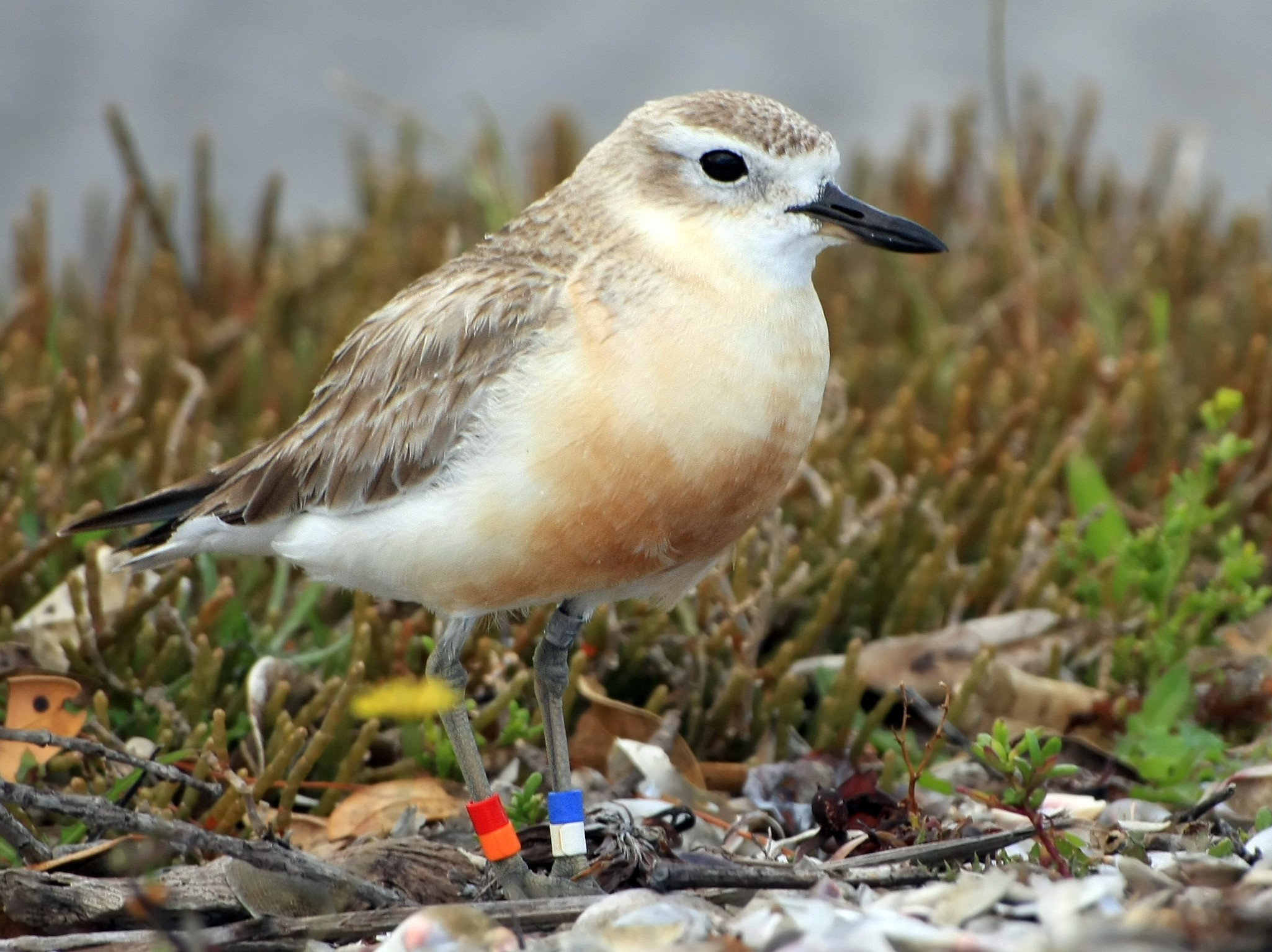
Sieweczka nowozelandzka

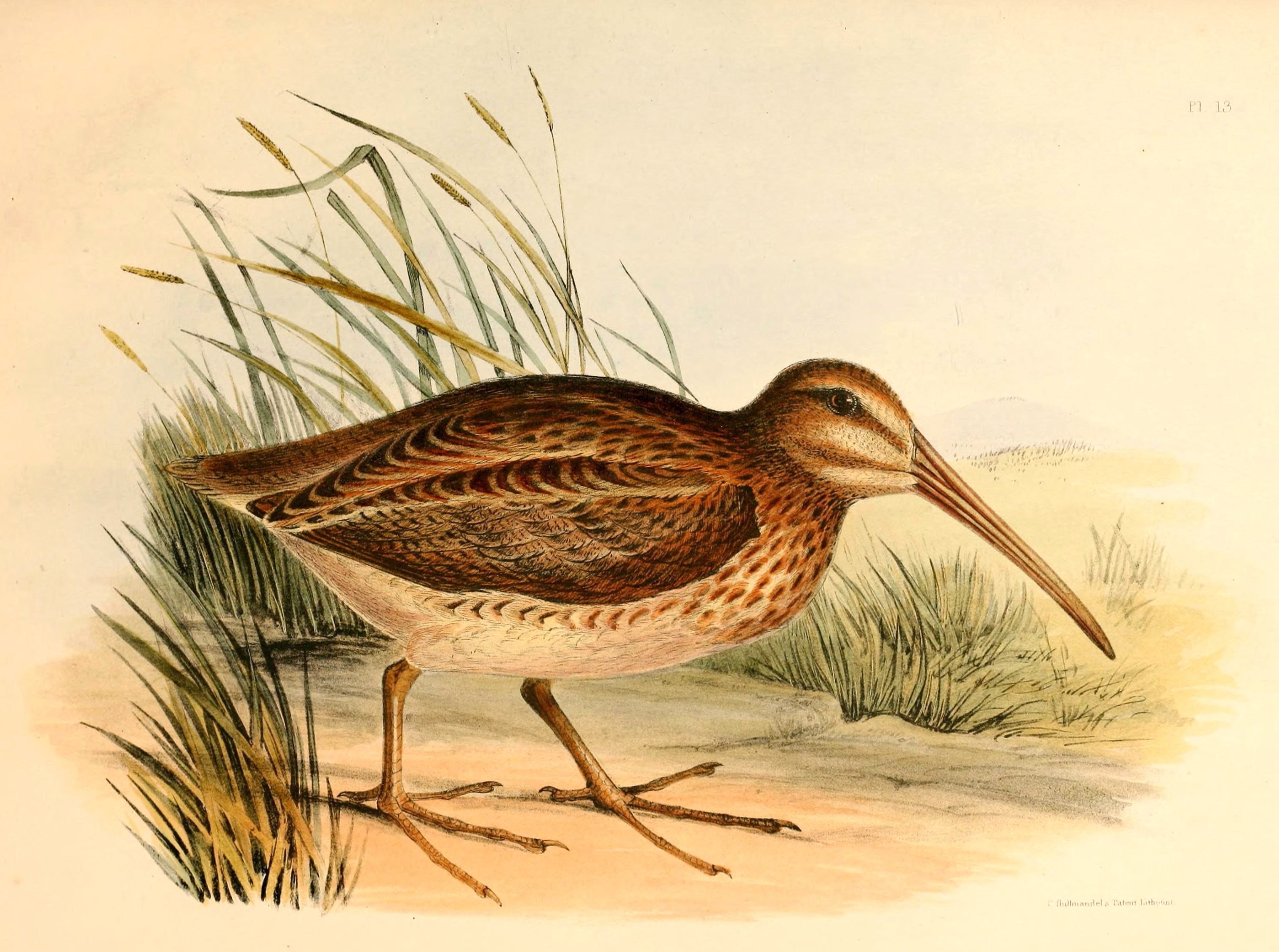
Bekas auklandzki

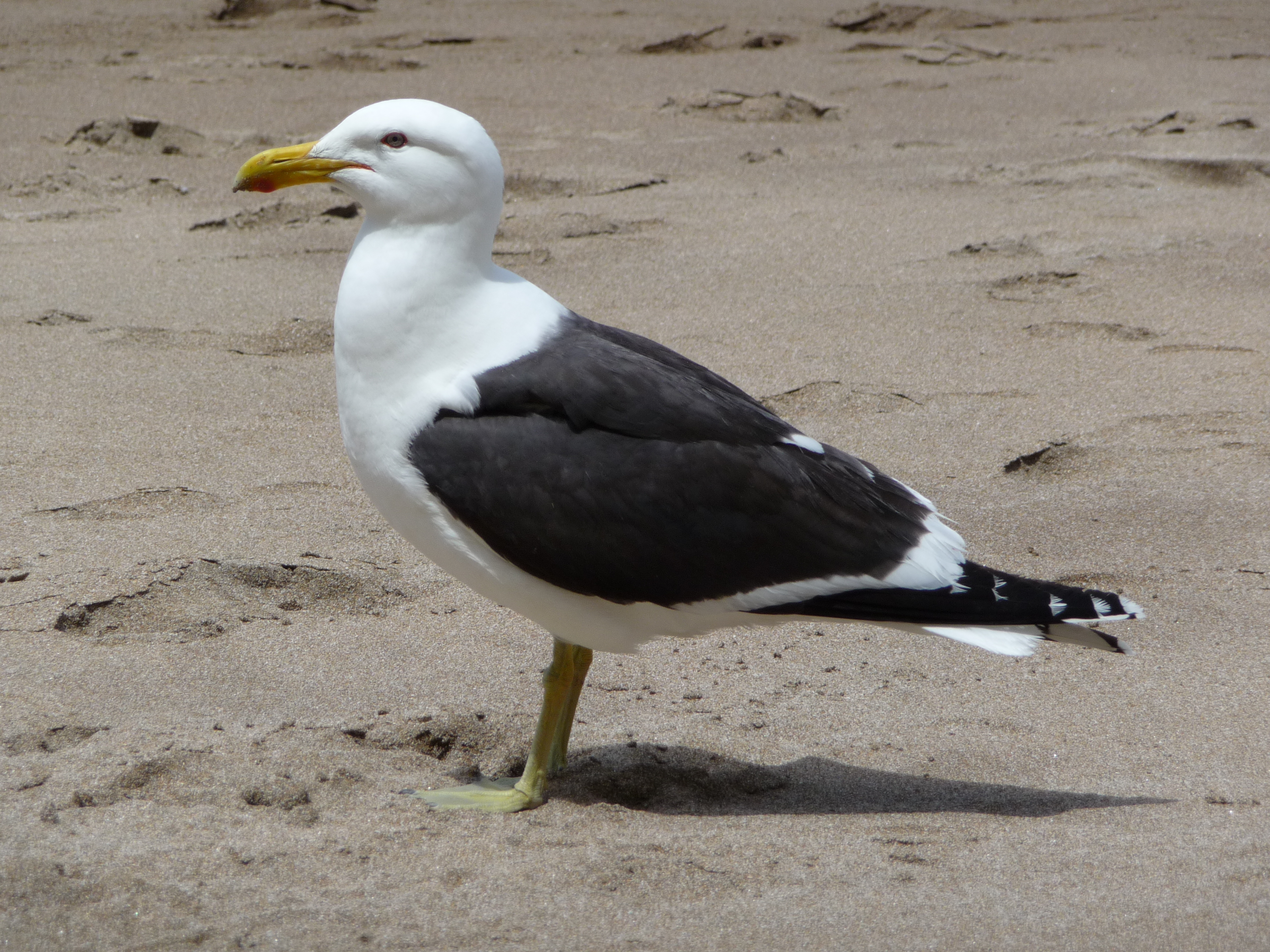
Mewa południowa

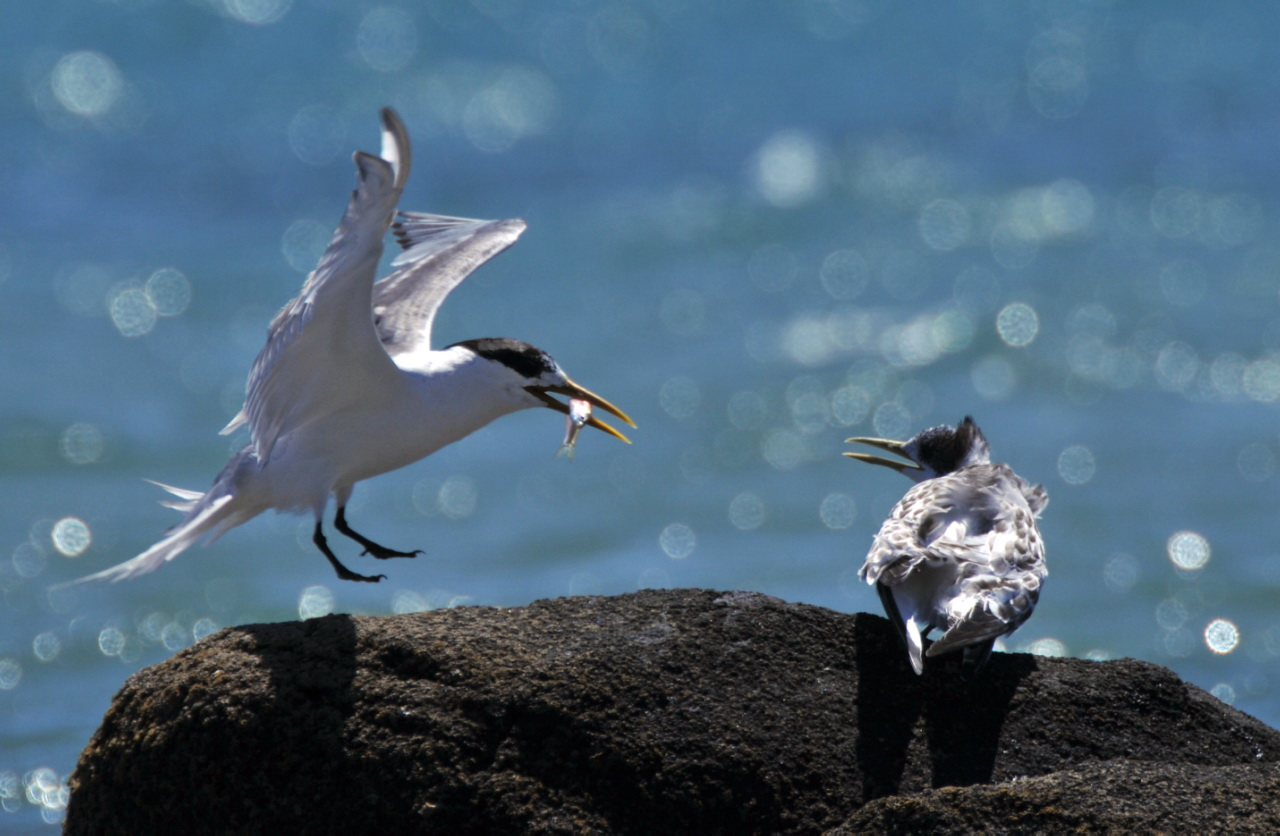
Rybitwy maoryskie

- szczudłak czarny, Himantopus novaezelandiae (E)
- szablodziób autralisjki, Recurvirostra novaehollandiae (S)

Sieweczkowate (Charadriidae)
- czajka płatkolica, Vanellus miles
- czajeczka, Erythrogonys cinctus (S)

- siewka złotawa, Pluvialis fulva
- siewka szara, Pluvialis dominica (S)
- siewnica, Pluvialis squatarola
- sieweczka nowozelandzka, Charadrius obscurus (E)
- sieweczka obrożna, Charadrius hiaticula (S)
- sieweczka skąpopłetwa, Charadrius semipalmatus (S)
- sieweczka rdzawogłowa, Charadrius ruficapillus (S)
- sieweczka ozdobna, Charadrius bicinctus
- sieweczka mongolska, Charadrius mongolus
- sieweczka pustynna, Charadrius leschenaultii
- sieweczka stepowa, Charadrius veredus (S)
- sieweczka koroniasta, Thinornis novaeseelandiae (E)
- sieweczka czarnoczelna, Elseyornis melanops
- skrętodziób, Anarhynchus frontalis (E)

Złotosłonki (Rostratulidae)
- złotosłonka bengalska, Rostratula benghalensis (S)

Bekasowate (Scolopacidae)
- bekas wyspowy, Coenocorypha pusilla (E)
- bekas auklandzki, Coenocorypha aucklandica (E)
- bekas japoński, Gallinago hardwickii (S)
- szlamiec wielki, Limnodromus semipalmatus (S)
- rycyk, Limosa limosa
- szlamnik amerykański, Limosa haemastica
- szlamnik, Limosa lapponica
- kulik krótkodzioby, Numenius minutus (S)
- kulik mniejszy, Numenius phaeopus
- kulik alaskański, Numenius tahitiensis (S)
- kulik syberyjski, Numenius madagascariensis
- brodziec pławny, Tringa stagnatilis (S)
- preriowiec, Bartramia longicauda (S)
- kwokacz, Tringa nebularia (S)
- brodziec żółtonogi, Tringa flavipes (S)
- terekia, Xenus cinereus (S)
- brodziec piskliwy, Actitis hypoleucos (S)
- brodziec szary, Heteroscelus brevipes
- brodziec alaskański, Heteroscelus incanus (S)
- kamusznik, Arenaria interpres
- biegus wielki, Calidris tenuirostris (S)
- biegus rdzawy, Calidris canutus
- piaskowiec, Calidris alba
- biegus alaskański, Calidris mauri (S)
- biegus rdzawoszyi, Calidris ruficollis
- biegus malutki, Calidris minuta (S)
- biegus karłowaty, Calidris minutilla (S)
- biegus białorzytny, Calidris fuscicollis (S)
- biegus długoskrzydły, Calidris bairdii (S)
- biegus arktyczny, Calidris melanotos (S)
- biegus ostrosterny, Calidris acuminata
- biegus krzywodzioby, Calidris ferruginea
- biegus zmienny, Calidris alpina
- biegus płaskodzioby, Limicola falcinellus
- batalion, Philomachus pugnax

- płatkonóg trójbarwny, Phalaropus tricolor
- płatkonóg szydłodzioby, Phalaropus lobatus
- płatkonóg płaskodzioby, Phalaropus fulicarius

Wydrzyki (Stercorariidae)
- wydrzyk antarktyczny, Stercorarius maccormicki (S)
- wydrzyk falklandzki, Stercorarius antarcticus
- wydrzyk tęposterny, Stercorarius pomarinus
- wydrzyk ostrosterny, Stercorarius parasiticus
- wydrzyk długosterny, Stercorarius longicaudus (S)

Żwirowcowate (Glareolidae)
- żwirowiec orientalny, Glareola maldivarum

Mewy (Laridae)
- mewa południowa, Larus dominicanus
- mewa czerwonodzioba, Larus novaehollandiae
- mewa czarnodzioba, Larus bulleri (E)
- mewa preriowa, Larus pipixcan (S)

- rybitwa krótkodzioba, Sterna nilotica (S)
- rybitwa wielkodzioba, Sterna caspia
- rybitwa złotodzioba, Sterna bergii (S)
- rybitwa maoryska, Sterna striata (E)
- rybitwa rzeczna, Sterna hirundo (S)
- rybitwa popielata, Sterna paradisaea (S)
- rybitwa antarktyczna, Sterna vittata
- rybitwa białoczelna, Sterna albifrons
- rybitwa nadobna, Sterna nereis
- rybitwa brunatnogrzbieta, Sterna anaethetus (S)
- rybitwa czarnogrzbieta, Sterna fuscata (S)
- rybitwa czarnoczelna, Sterna albostriata (E)
- rybitwa białowąsa, Chlidonias hybrida (S)
- rybitwa białogrzbieta, Chlidonias leucopterus (S)
- rybitwa brunatna, Anous stolidus (S)
- rybitwa atolowa, Anous minutus (S)
- rybitwa polinezyjska, Procelsterna cerulea
- rybitwa szara, Procelsterna albivitta
- rybitwa biała, Gygis alba

## Gołębiowe(Columbiformes) – 4 gatunki
- gołąb skalny, Columba livia (I)

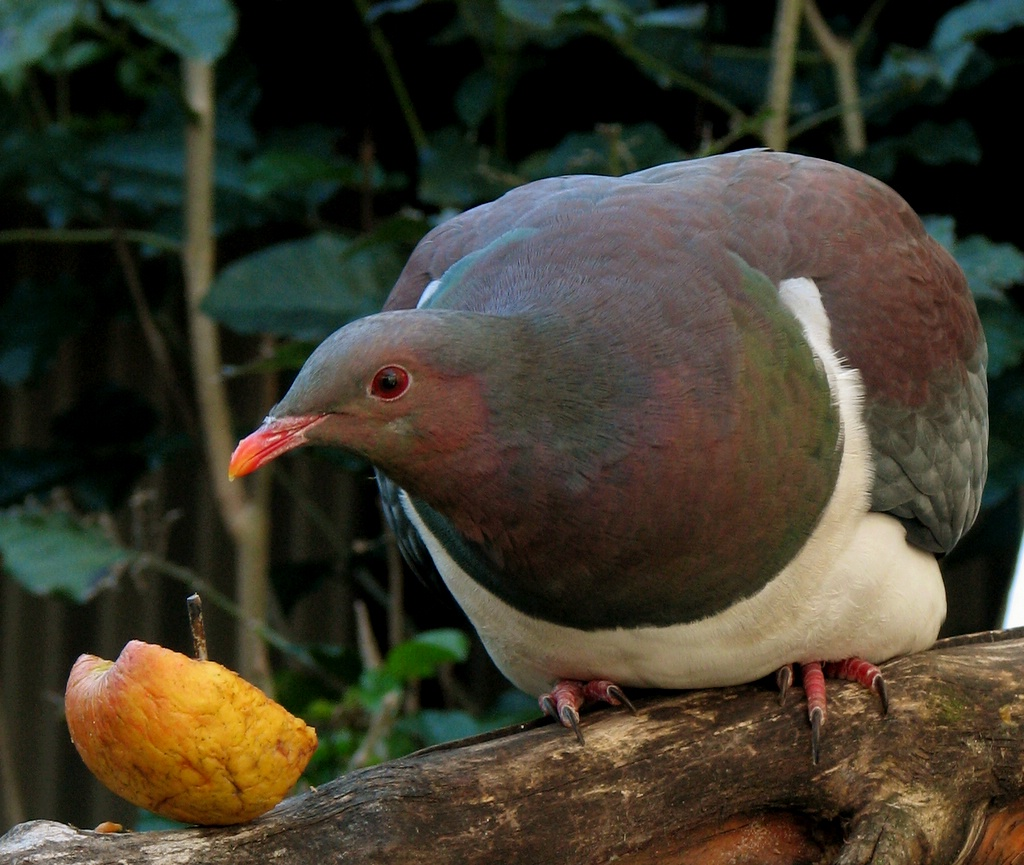
Garlica maoryska

- cukrówka, Streptopelia roseogrisea (I)
- synogarlica perłoszyja, Streptopelia chinensis (I)
- garlica maoryska, Hemiphaga novaeseelandiae (E)

## Papugowe(Psittaciformes) – 12 gatunków
Nestory (Strigopidae)
- kea, Nestor notabilis (E)
- kaka, Nestor meridionalis (E)
- kakapo, Strigops habroptila (E)

Kakadu (Cacatuidae)

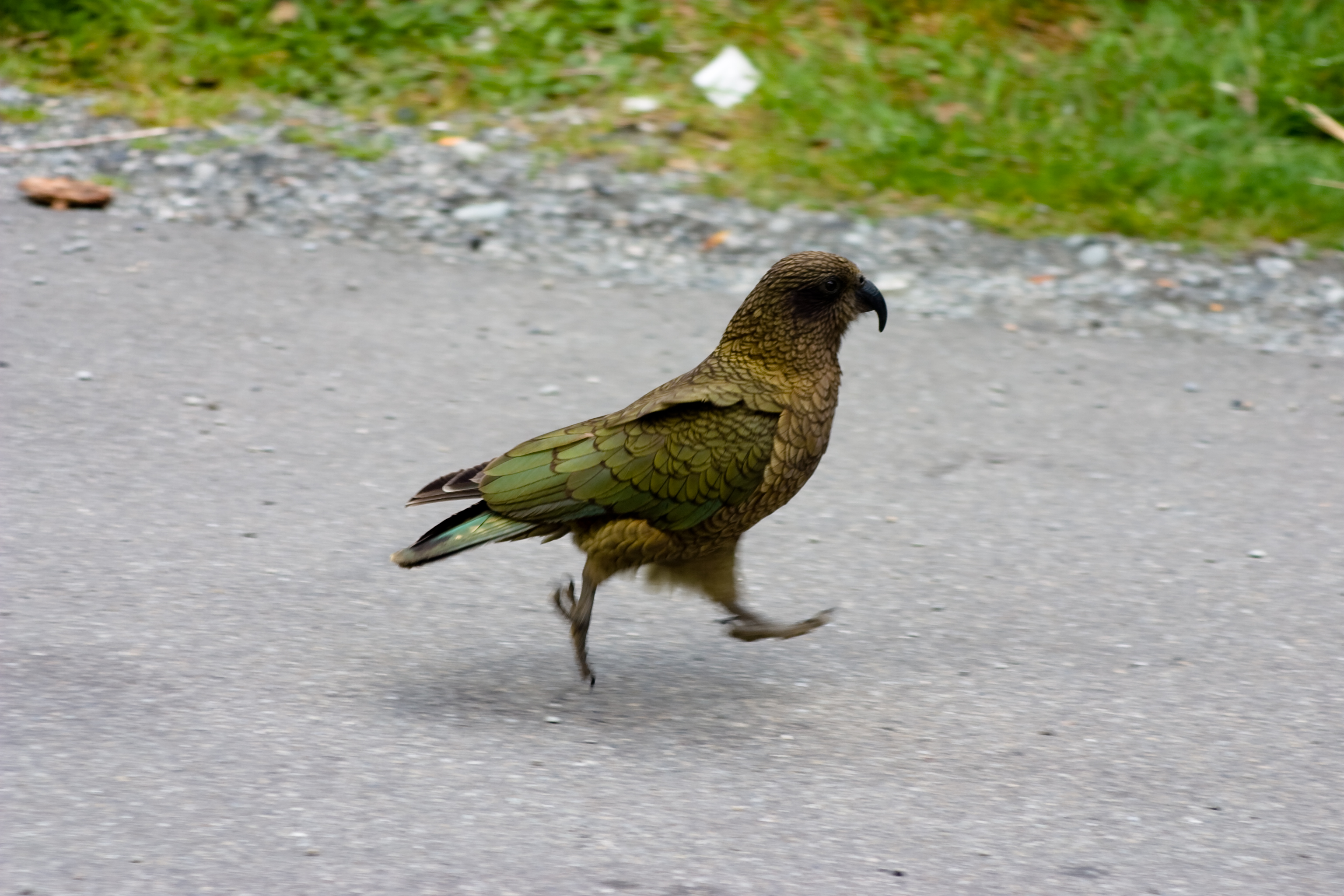
Kea

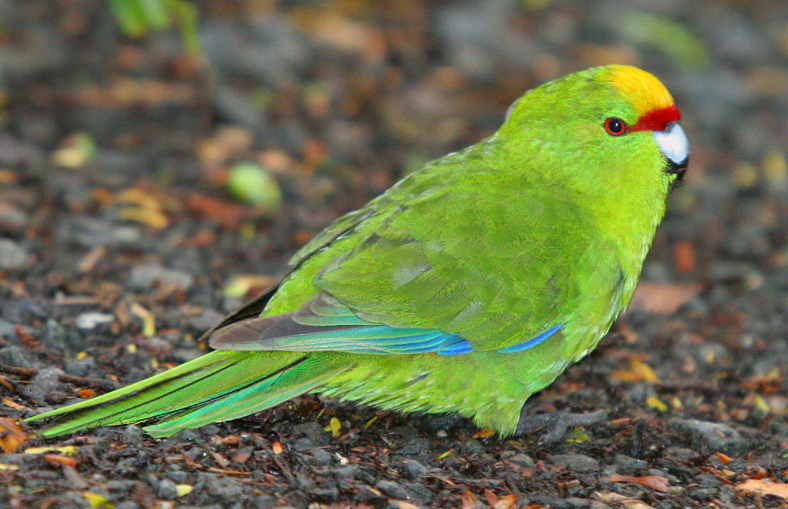
Modrolotka żółtoczapkowa

- kakadu różowa, Eolophus roseicapilla (I)
- kakadu żółtoczuba, Cacatua galerita (I)

Papugowate (Psittacidae)
- modrolotka szmaragdowa, Cyanoramphus forbesi (E)
- modrolotka zielona, Cyanoramphus unicolor (E)
- modrolotka żółtoczapkowa, Cyanoramphus auriceps (E)
- modrolotka mała, Cyanoramphus malherbi (E)
- modrolotka czerwonoczelna, Cyanoramphus novaezelandiae
- rozella królewska, Platycercus elegans (I)
- rozella białolica, Platycercus eximius (I)

## Kukułkowe(Cuculiformes) – 6 gatunków
- kukułka wschodnia, Cuculus saturatus (S)
- kukułka blada, Cuculus pallidus (S)
- kukułka wachlarzowata, Cacomantis flabelliformis (S)
- kukułeczka jarzębata, Chrysococcyx lucidus
- kukiel długosterny, Urodynamis taitensis (E)
- żłobianka, Scythrops novaehollandiae (S)

## Sowy(Strigiformes) – 4 gatunki
Płomykówkowate (Tytonidae)
- płomykówka, Tyto alba (S)
- pójdźka, Athene noctua (I)

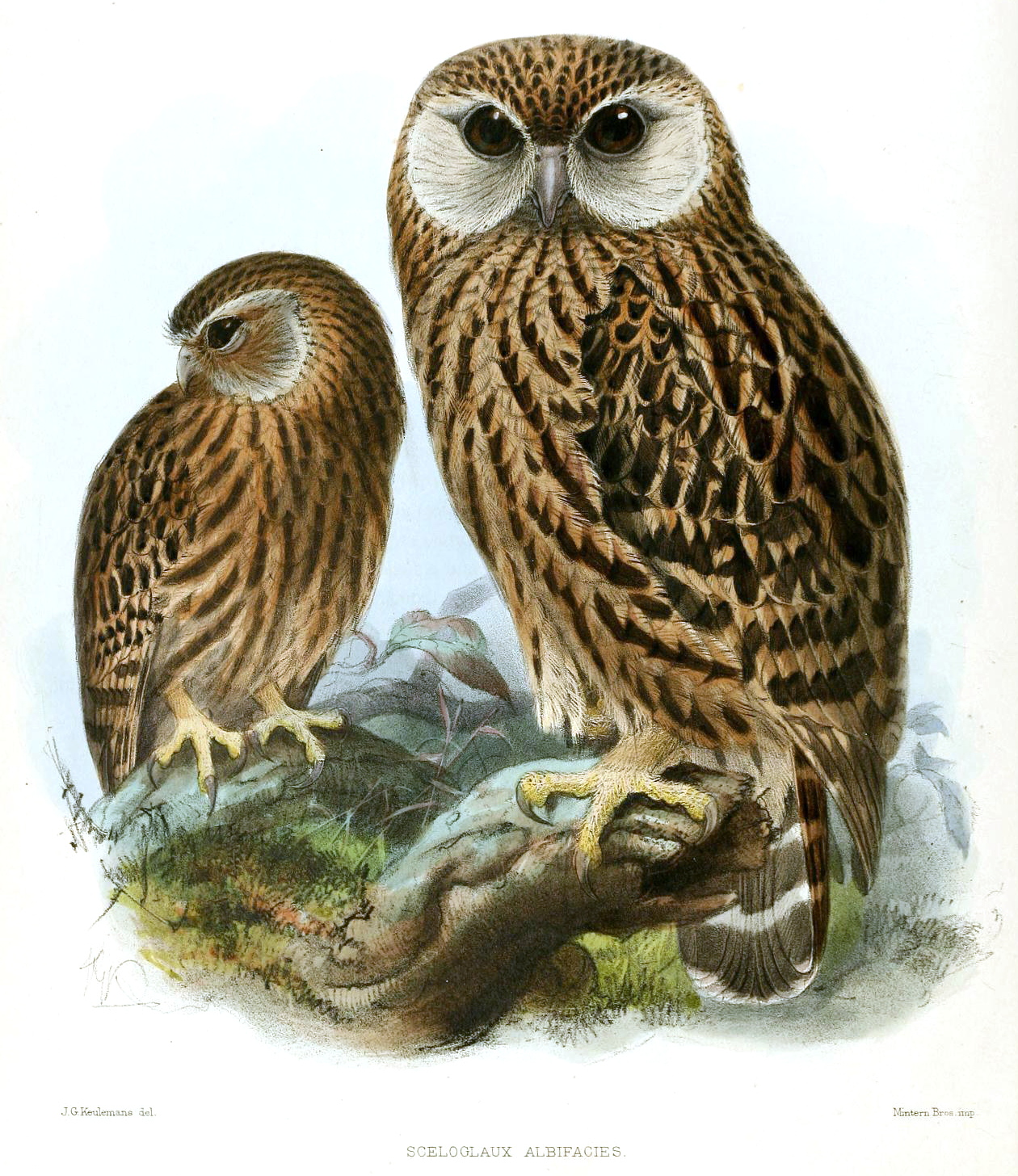
Sowica białolica

- sowica ciemnolica Ninox novaeseelandiae
- sowica białolica, Sceloglaux albifacies (E)(W)

## Jerzykowe(Apodiformes)
Jerzykowate (Apodidae)
- igłosternik białogardły, Hirundapus caudacutus (S)
- jerzyk białorzytny, Apus pacificus (S)

## Kraskowe(Coraciiformes)
Kraski (Coraciidae)
- kraskówka azjatycka, Eurystomus orientalis (S)
- kukabura chichotliwa, Dacelo novaeguineae (I)

Zimorodkowate (Alcedinidae)
- łowczyk czczony (Todiramphus sanctus)

## Wróblowe(Passeriformes) – 50 gatunków
Bargliki (Acanthisittidae)
- barglik, Acanthisitta chloris (E)

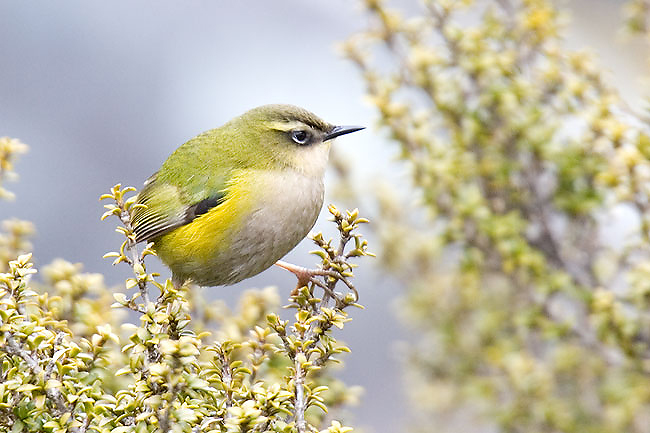
Łazik skalny

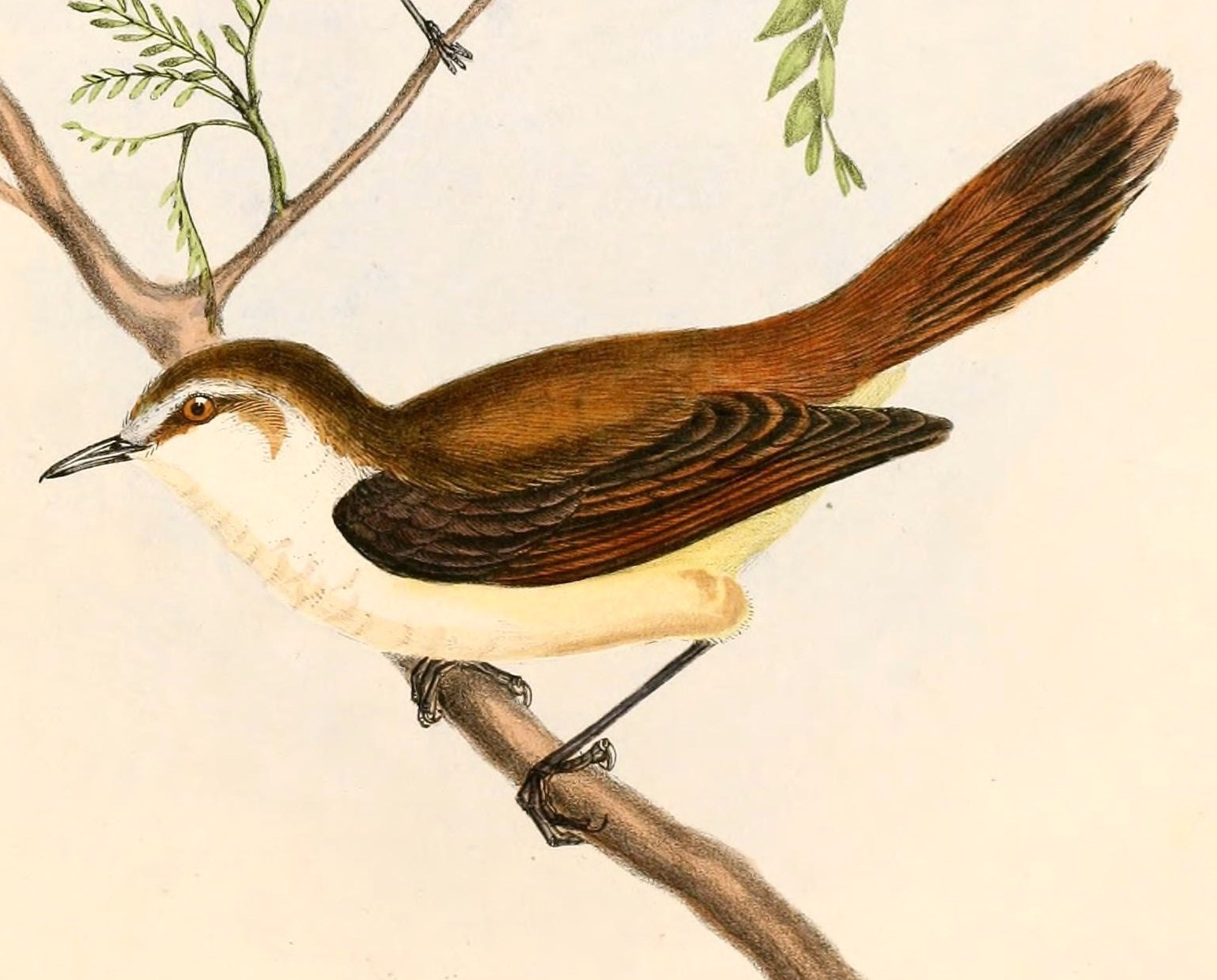
Krzakówka długodzioba

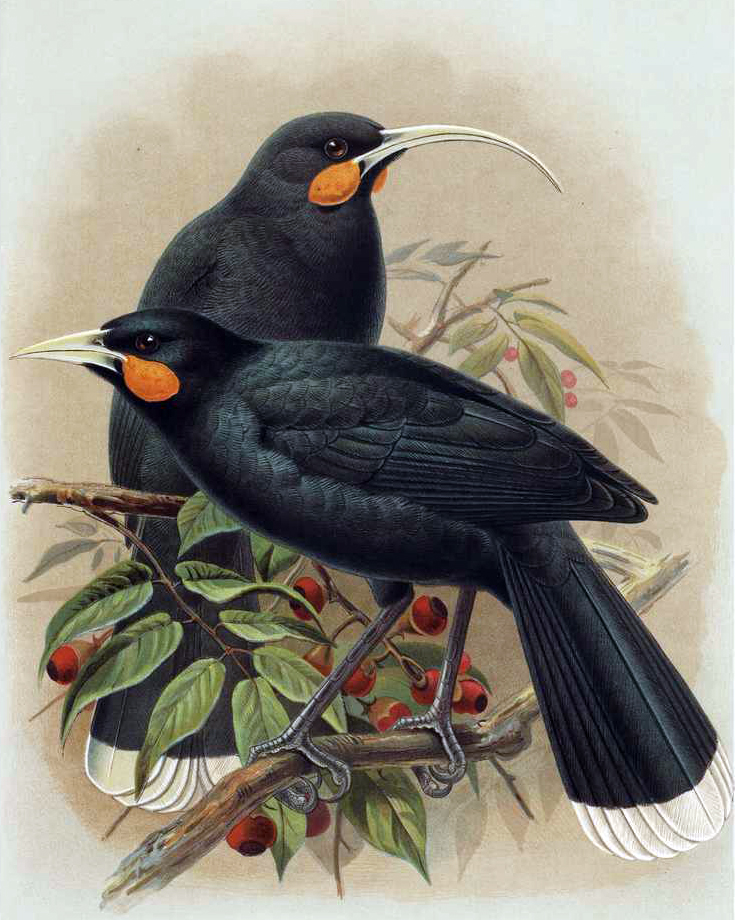
Kurobród różnodzioby

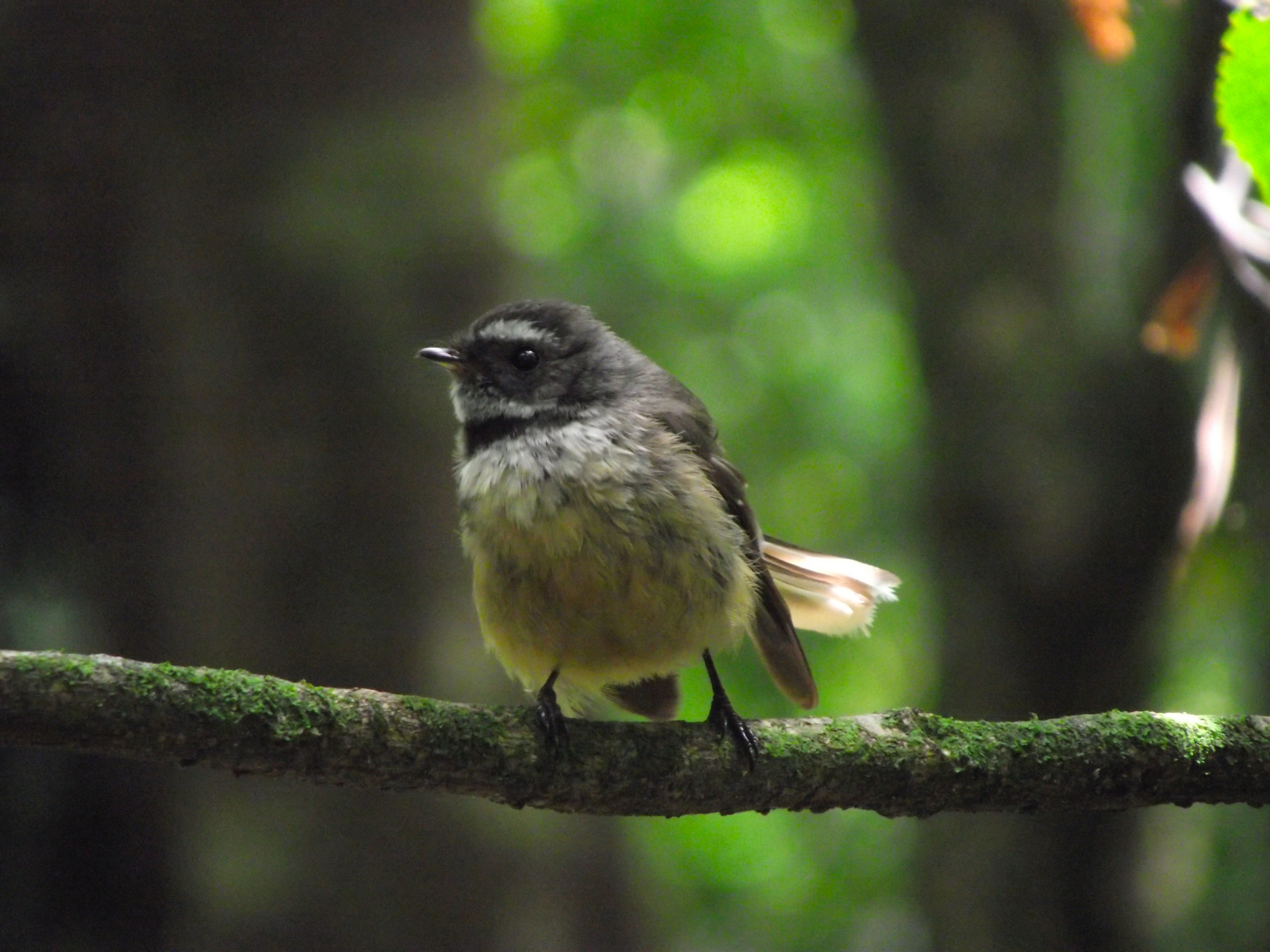
Wachlarzówka posępna

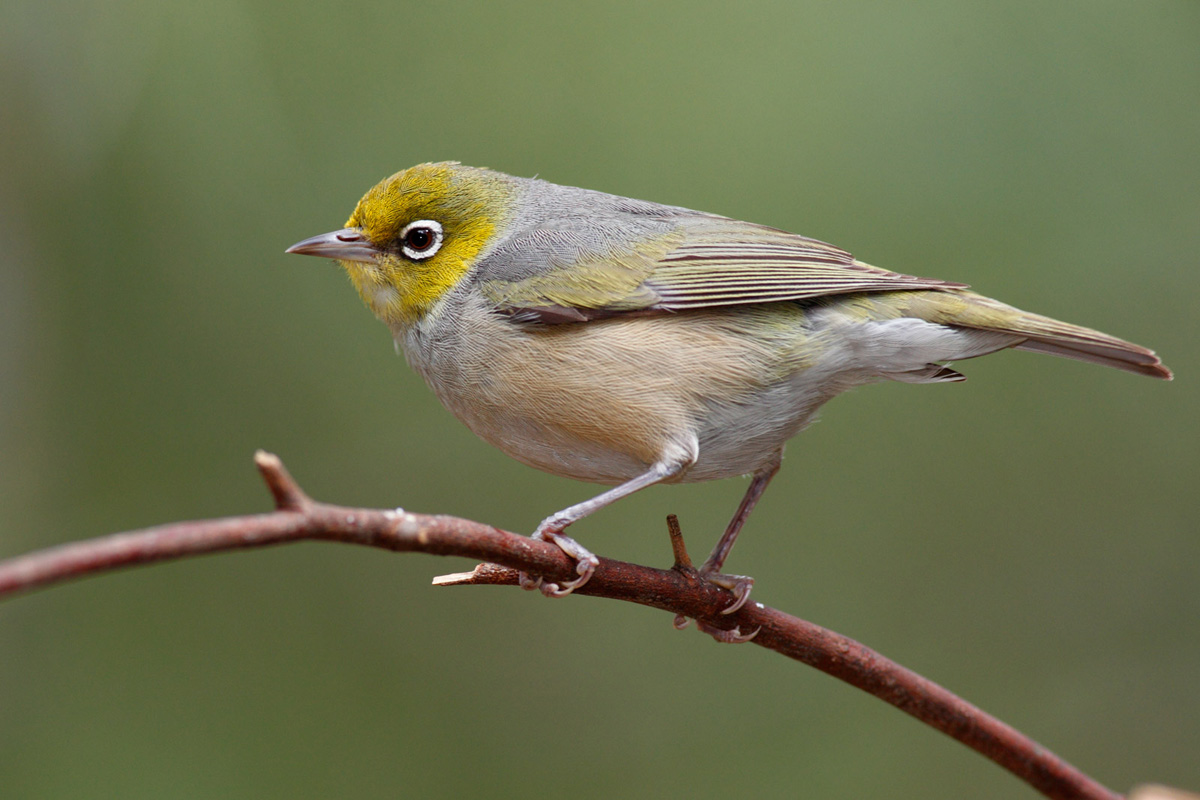
Szklarnik rdzawoboczny

- łazik zaroślowy, Xenicus longipes (E)(W)
- łazik skalny, Xenicus gilviventris (E)
- łazik południowy, Xenicus lyalli (E)(W)

Miodojady (Meliphagidae)
- miodnik, Notiomystis cincta (E)
- miodożer szmaragdowy, Anthornis melanura (E)
- kędziornik, Prosthemadera novaeseelandiae (E)
- koralicowiec czerwony, Anthochaera carunculata (S)

Buszówkowate, (Acanthizidae)
- krzakówka popielata, Gerygone igata
- krzakówka długodzioba, Gerygone albofrontata (E)
- maorysek leśny, Mohoua ochrocephala
- maorysek towarzyski, Finschia novaeseelandiae (E)

Koralniki (Callaeidae)
- koralnik modropłatkowy, Callaeas cinereus (E)
- kurobród siodłaty, Philesturnus carunculatus (E)
- kurobród różnodzioby, Heteralocha acutirostris (E)(W)

Srokacze (Cracticidae)
- dzierzbowron, Gymnorhina tibicen (I)

Ostrolotowate (Artamidae)
- ostrolot maskowy, Artamus personatus (S)
- ostrolot białobrewy, Artamus superciliosus (S)

Liszkojady (Campephagidae)
- kruczyna czarnolica, Coracina novaehollandiae (S)
- gąsienicojad australijski, Lalage tricolor (S)

Wilgi (Oriolidae)
- rdzawka południowa, Turnagra capensis (E)(W)
- rdzawka północna Turnagra tanagra

Wachlarzówki (Rhipiduridae)
- wachlarzówka smolista, Rhipidura leucophrys (E)
- wachlarzówka posępna, Rhipidura fuliginosa (E)

Monarki (Monarchidae)
- muszarka czarno-biała, Myiagra cyanoleuca (S)

Krukowate (Corvidae)
- gawron, Corvus frugilegus (I)

Skalinkowate (Petroicidae)
- skalinek wielkogłowy, Petroica macrocephala (E)
- skalinek białoczelny, Petroica australis (E)
- skalinek czarny, Petroica traversi (E)

Jaskółkowate (Hirundinidae)
- jaskółka australijska, Hirundo neoxena
- jaskółka aborygeńska, Petrochelidon ariel (S)
- jaskółka drzewna, Petrochelidon nigricans (S)

Skowronki (Alaudidae)
- skowronek, Alauda arvensis (I)

Bilbile (Pycnonotidae)
- bilbil czerwonoplamy, Pycnonotus cafer

Pokrzewkowate (Sylviidae)
- zwisogonek paprociowy, Megalurus punctatus
- trzciniak australijski, Acrocephalus australis (S)

Szlarniki (Zosteropidae)
- szlarnik rdzawoboczny, Zosterops lateralis

Szpakowate (Sturnidae)
- majna brunatna, Acridotheres tristis (I)
- szpak, Sturnus vulgaris (I)

Drozdowate (Turdidae)
- kos, Turdus merula (I)
- drozd śpiewak, 	Turdus philomelos (I)

Wróblowate (Passeridae)
- wróbel, Passer domesticus (I)

Płochacze (Prunellidae)
- płochacz pokrzywnica, Prunella modularis (I)

Pliszkowate (Motacillidae)
- świergotek nowozelandzki, Anthus novaeseelandiae (E)

Łuszczaki (Fringillidae)
- zięba, Fringilla coelebs (I)
- dzwoniec, Carduelis chloris (I)
- szczygieł, Carduelis carduelis (I)
- czeczotka, Carduelis flammea (I)

Trznadlowate (Emberizidae)
- trznadel, Emberiza citrinella (I)
- cierlik, Emberiza cirlus (I)